# Saimin
El Saimin es una sopa de fideos muy popular en Hawái. Se trata de un plato inspirado en el ramen japonés, en el chino mein, y en la filipina pancit, el saimin fue desarrollado durante la era de la plantación. Se trata de una sopa que lleva fideos de huevo servidos en un dashi caliente con bonito japonés o gambas). Al contrario que el ramen, los fideos del saimin contienen huevo y tienden a ser arrugados cuando son cocinados. Se suelen decorar con cebollas de primavera, bok choy baby o col china, el kamaboko (pescado estofado), Char siu (barbacoa de cerdo), algunas rodajas de SPAM (suele ser la opción más popular) o la salchicha portuguesa linguiça, y nori, entre otras cosas. Los ingredientes japonenses gyoza, así como los chinos wonton se suelen añadir en ocasiones especiales. 